# Mètode del volum finit
El mètode de volum finit (amb acrònim anglès FVM) és un mètode per representar i avaluar equacions diferencials parcials en forma d'equacions algebraiques. En el mètode de volum finit, les integrals de volum d'una equació diferencial parcial que contenen un terme de divergència es converteixen en integrals de superfície, utilitzant el teorema de la divergència. A continuació, aquests termes s'avaluen com a fluxos a les superfícies de cada volum finit. Com que el flux que entra en un volum donat és idèntic al que surt del volum adjacent, aquests mètodes són conservadors. Un altre avantatge del mètode de volum finit és que es formula fàcilment per permetre malles no estructurades. El mètode s'utilitza en molts paquets de dinàmica de fluids computacional. "Volum finit" es refereix al petit volum que envolta cada punt de node d'una malla.
Els mètodes de volum finit es poden comparar i contrastar amb els mètodes de diferències finites, que aproximen derivades mitjançant valors nodals, o mètodes d'elements finits, que creen aproximacions locals d'una solució utilitzant dades locals i construeixen una aproximació global unint-les. En canvi, un mètode de volum finit avalua expressions exactes per al valor mitjà de la solució sobre un cert volum, i utilitza aquestes dades per construir aproximacions de la solució dins de les cel·les.

## Exemple
Considereu un problema simple d'advecció 1D:

| {\displaystyle {\frac {\partial \rho }{\partial t}}+{\frac {\partial f}{\partial x}}=0,\quad t\geq 0.} | \| \| \| \| \| \| \| \| | (1) |
| |                         |     |
| |                         |     |
Aquí, {\displaystyle \rho =\rho \left(x,t\right)} representa la variable d'estat i {\displaystyle f=f\left(\rho \left(x,t\right)\right)} representa el flux o flux de {\displaystyle \rho } . Convencionalment, positiu {\displaystyle f} representa el flux cap a la dreta mentre que negatiu {\displaystyle f} representa el flux cap a l'esquerra. Si suposem que l'equació (1) representa un medi fluid d'àrea constant, podem subdividir el domini espacial, {\displaystyle x}, en volums finits o cel·les amb centres cel·lulars indexats com a {\displaystyle i}.

## Llei general de conservació
També podem considerar el problema general de la llei de conservació, representat per la següent PDE,

| {\displaystyle {\frac {\partial \mathbf {u} }{\partial t}}+\nabla \cdot {\mathbf {f} }\left({\mathbf {u} }\right)={\mathbf {0} }.} | \| \| \| \| \| \| \| \| | (8) |
| |                         |     |
| |                         |     |
Aquí, {\displaystyle \mathbf {u} } representa un vector d'estats i {\displaystyle \mathbf {f} } representa el tensor de flux corresponent. De nou podem subdividir el domini espacial en volums o cèl·lules finits.